# Onifai
Onifai là một đô thị ở tỉnh Nuoro thuộc vùng Sardinia, tọa lạc khoảng 200 km về phía bắc của Cagliari, khoảng 40 km về phía đông Nuoro và 5 km vào trong nội địa so với vịnh Orosei. Kinh tế chủ yếu là nông nghiệp. Đô thị này nổi tiếng với pho mát percorino. Dân số thời điểm 31 tháng 12 năm 2004 khoảng 765 người và diện tích là 43 km².
Onifai giáp các đô thị: Galtellì, Irgoli, Orosei, Siniscola.